# TEDOM
Tedom AG (Eigenschreibweise: TEDOM) ist eine tschechische Maschinenbaufirma. Der Firmenname Tedom entstand als Abkürzung der tschechischen Phrase TEplo DOMova (in Übersetzung: häusliche Wärme). Hauptgegenstand der Tätigkeit sind Entwicklung und Erzeugung von gasbetriebenen Blockheizkraftwerken. Auch Gaswärmepumpen und Verbrennungsmotoren eigener Konstruktion gehören zum Produktportfolio der Gesellschaft. Inzwischen ist Tedom in mehr als 40 Ländern der Welt aktiv.

## Geschichte
Tedom wurde 1991 von Josef Jeleček als eine Gesellschaft mit beschränkter Haftung gegründet. Der Unternehmensgegenstand war von Anfang an die Entwicklung, die Erzeugung und der Vertrieb von Blockheizkraftwerken mit Hubkolben-Gasmotoren. Im selben Jahr wurde das erste Blockheizkraftwerk Tedom MT 22 mit einer Leistung von 22 kW, welches den Vierzylinder-Ottomotor Škoda 781 (aus dem PKW der Typenreihe Škoda Favorit) verwendete, in Betrieb genommen.
1993 wurde eine enge Zusammenarbeit mit der Gesellschaft VKS s.r.o. Hořovice begonnen. Diese wurde zum Hersteller von Maschinenteilen für Blockheizkraftwerk, während sich Tedom auf die Erzeugung von Elektrokomponenten, den Vertrieb und den Regionalservice von Blockheizkraftwerken konzentrierte. Im selben Jahr wurde die Anlage Tedom MT 130A mit einer Leistung von 130 kW vorgestellt, welche auf dem Zwölfliter-Sechszylinder-Dieselmotor LIAZ M630 aus dem LKW der Typenreihe LIAZ 100 basiert.
Ab 1994 begann Tedom sukzessive eine Holding-Gesellschaft aufzubauen. Die erste Tochtergesellschaft wurde die Firma Třebíčská tepelná společnost s.r.o., welche das Wärmesystem der Stadt Třebíč mietete und betrieb. Die zweite Tochtergesellschaft Teplo Ivančice s.r.o. (für den Betrieb des Wärmesystems der Stadt Ivančice zuständig) wurde 1996 gegründet. 1997 entstand die dritte Tochtergesellschaft Jesenická tepelná společnost s.r.o. (Betreiber des Wärmesystems der Stadt Jesenice). 1999 wurde die Gesellschaft Tedom Energo s.r.o. gegründet (ursprünglich Příborská tepelná společnost s.r.o. genannt), welche die meisten mit Strom- und Wärmeerzeugung verbundenen landesweiten Aktivitäten der Gesellschaft in der Tschechischen Republik übernahm. 2000 wurde noch die Gesellschaft Tenergo Brno a.s. gegründet, welche sich mit dem Betrieb von Wärmesystemen in der Slowakei beschäftigte. 2003 wurde Tedom Mitglied der Vereinigung Cogen Europe (European Association for the Promotion of Cogeneration).
2001 begann Tedom sich auch Biomasseheizkraftwerken zu widmen, 2002 präsentiere das Unternehmen dafür eine eigene Produktreihe.
2003 erwarb Tedom in einer Versteigerung die insolvente Jamot (Jablonecká motorárna – das Gablonzer Motorenwerk), die ehemalige Motorensparte von LIAZ in Jablonec nad Nisou. Das Motorenwerk wurde als eigenständige Motorensparte Bestandteil der Gesellschaft Tedom s.r.o. Im Anschluss daran wurde im 2004 mit der Fertigung von Niederflur-Stadtbussen begonnen und der Prototyp des Stadt-Busses der Marke Tedom vorgestellt, welcher mit einem Tedom-Motor für die Verbrennung von Druck-Erdgas (CNG) versehen wurde. Im selben Jahr wurde auch das tausendste Blockheizkraftwerk der Marke Tedom produziert.
2005 wurde die neue Produktreihe der MICRO-Blockheizkraftwerke auf den Markt gebracht.
2006 wurde in Třebíč eine neue Fabrik zur Fertigung von Niederflurbussen eröffnet. Tedom produzierte dort auch LKW und Motoren für die Modernisierung von Triebwagen, die auf der der Baureihe 810 basieren.
2008 wurde das zweitausendste Blockheizkraftwerk der Marke Tedom aufgestellt. In diesem Jahr wurde der Tedom-Holding in zwei Teile aufgeteilt: 25 % des Vermögens ging an den TTS-Energieerzeugungsholding über, 75 % verblieben in der Tedom Holding für die Entwicklung und Erzeugung von Energietechnologien. Die erstgenannte Gesellschaft wurde nach einem Gesellschafterbeschluss zugunsten des Gesellschafters Richard Horký abgetrennt, welcher somit aus Tedom ausgeschieden ist; Der Wert dieses Geschäftes belief sich auf 60 Millionen Kronen. Ab diesem Zeitpunkt widmet sich Tedom ausschließlich der Erzeugung von Anlagentechnik.
2010 wurde durch Verschmelzung der Gesellschaften Tedom s.r.o.; Tedom Energo s.r.o.; Tedom CHP s.r.o.; Jesenická tepelná Gesellschaft s.r.o. und Tedom Holding s.r.o. die Aktiengesellschaft Tedom a.s. gegründet.
Seit 2011 ist die Gesellschaft ČEZ Energo s.r.o. als Betreiber eines sogenannten Kombikraftwerkes auf dem tschechischen Markt aktiv. Dieses setzt sich aktuell aus beinahe 100 Blockheizkraftwerken mit einer Gesamtleistung von mehr als 72 MW zusammen und wird von den Gesellschaften ČEZ a.s. und Tedom a.s. betrieben. Der Anteil von Tedom beträgt 49,9 %.
2012 wurde die Produktion von Stadtverkehrsbussen beendet. In diesem Jahr wurde auch die Gaswärmepumpe Polo 100 vorgestellt, welche im folgenden Jahr darauf den Innovationspreis „Tschechisches Energie- und Umweltprojekt des Jahres“ erhielt. Im selben Jahr schloss Tedom einen Vertrag über Lieferung und Service von Blockheizkraftwerken mit dem größten Energieanbieter Tschechiens, der Gesellschaft ČEZ. Innerhalb von fünf Jahren soll Tedom mehr als 100 Blockheizkraftwerke mit einer elektrischen Gesamtleistung von mehr als 100 MW liefern.
2013 wurde ein umfangreiches Projekt im australischen Sydney fertiggestellt. Tedom errichtete zwei Kraft-Wärme-Kälte-Zentren mit einer elektrischen Gesamtleistung von 11,8 MW.
2016 belegte Tedom im Wettbewerb der tschechischen Firmen „Českých 100 nejlepších“ (Hundert Beste Tschechiens) den 52. Platz. In dieser Rangliste erscheint Tedom seit 2013 regelmäßig unter den hundert besten tschechischen Firmen.
2016 feierte Tedom das 25-jährige Firmenjubiläum und mehr als 3500 gebaute Blockheizkraftwerke der Marke Tedom. In Zusammenarbeit mit der amerikanischen Gesellschaft Tecogen Inc. wurde für den Vertrieb der Tedom-Blockheizkraftwerke in den USA das Joint Venture TTCogen gegründet. Der Anteil der Tedom beträgt 50 %. Tedom erwarb im selben Jahr auch die deutsche Gesellschaft Schnell Motoren – einen der größten Hersteller von Biomassekraftwerken. Tedom übernahm die Aktiva der Firma und ihre 300 Mitarbeiter, den Produktionsbetrieb in Wangen und ein ausgedehntes Servicenetz. Im selben Jahr gewann Tedom einen Preis der HSBC Bank und wurde Sieger im Wettbewerb HSBC International Business Award.
Tedom und weitere Gesellschaften, an welchen Tedom beteiligt ist, gemeinsam als Tedom Group zu agieren. In dieser Firmengruppe sind folgende Gesellschaften vereint: Tedom a.s., Schnell GmbH, TTCogen Ltd. und ČEZ energo s.r.o. Das Ziel der Gruppenmitglieder ist die gegenseitige Unterstützung bei der Erzeugung und dem Betrieb energieeffizienter Anlagen für die kombinierte Strom- und Wärmeerzeugung und das Agieren auf Auslandsmärkten.
2018 wurde das Joint Venture TTCogen aufgelöst. Tedom operiert weiterhin in den USA durch seine Tochtergesellschaft Tedom USA Inc.

## Organisation der Gesellschaft Tedom
Die Gesellschaft Tedom hat folgende Struktur:

### Sitz der Gesellschaft und die Filialen
Tedom hat in der Tschechischen Republik vier Filialen:
- Výčapy – offizieller Firmensitz, Servicezentrum und zentrales Ersatzteillager sowie Fertigung der Elektrokomponenten;
- Třebíč – Sitz von Firmenleitung und Vertrieb, Montage der Blockheizkraftwerke MICRO und CENTO;
- Jablonec nad Nisou – Motorenfertigung;
- Hořovice – Entwicklung, Fertigung der QUANTO-Blockheizkraftwerke

### Beteiligung von Tedom an anderen Gesellschaften
Tochtergesellschaften:
- Tedom s.r.o.; Slowakei; Anteil: 100 %
- Tedom Cogeneration Equipments Co., Ltd.; China; Anteil: 100 %
- Tedom Poland sp.z.o.o.; Polen; Anteil: 100 %
- Tedom-RU; Russland; Anteil: 100 %
- Tedom USA Inc.; USA; Anteil: 100 %
- TEDOM Service GmbH; Deutschland; Anteil: 100 %

Angeschlossene Gesellschaften:
- ČEZ Energo s.r.o. Tschechische Republik, Anteil: 49,9 %

## Produkte der Gesellschaft Tedom

### Blockheizkraftwerke

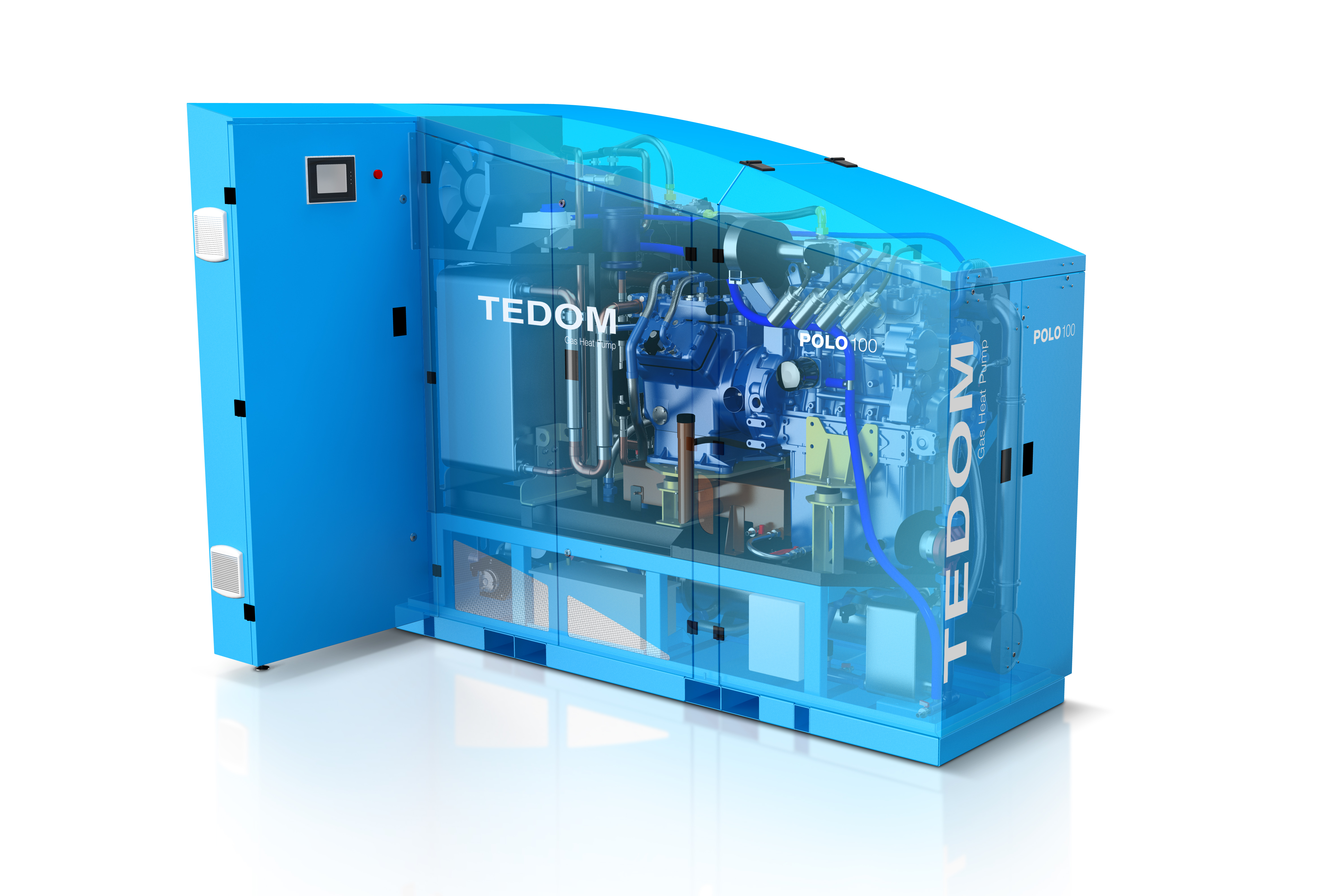
Gas-Wärmepumpe, Tedom Polo 100

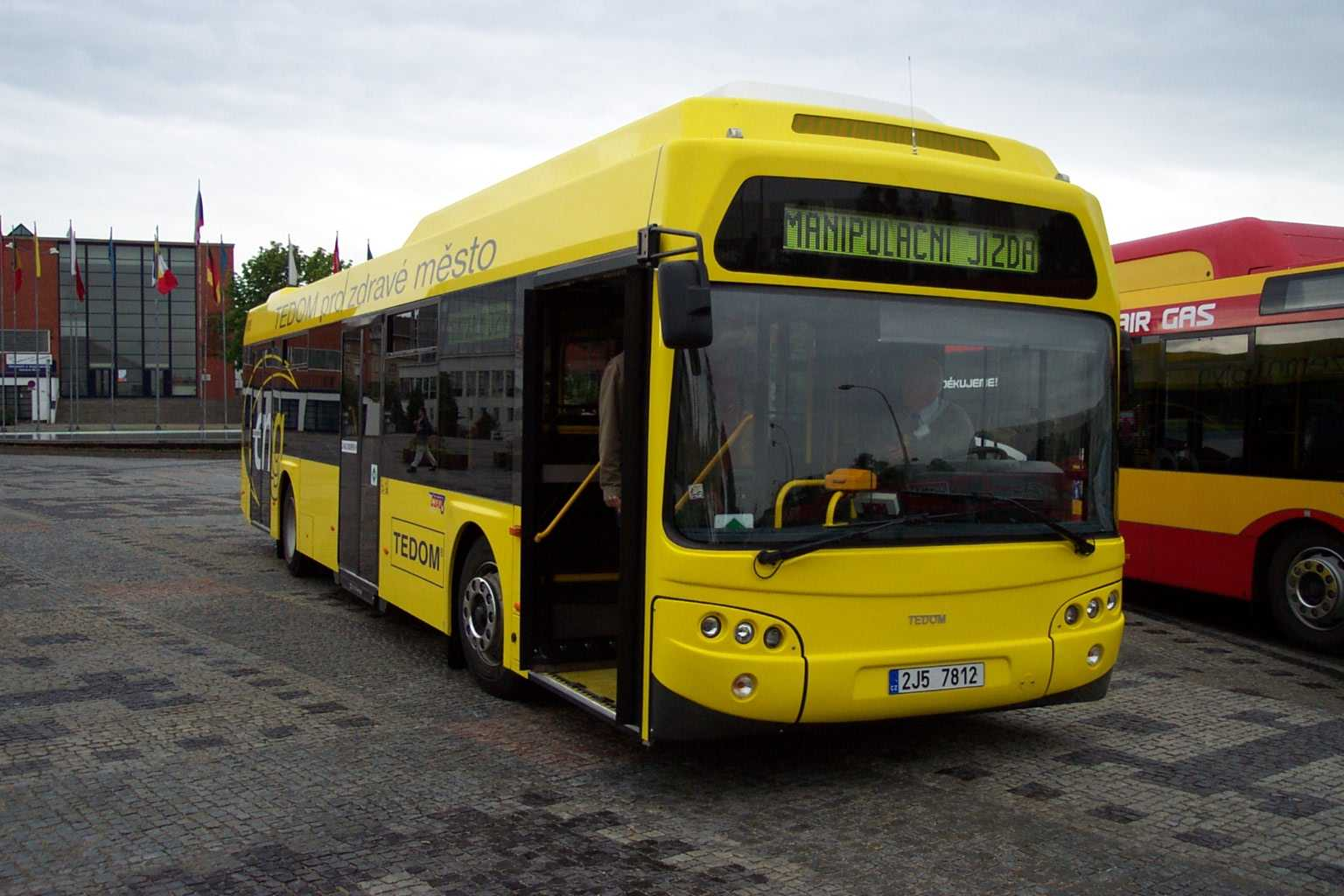
Autobus Tedom Kronos 123 G

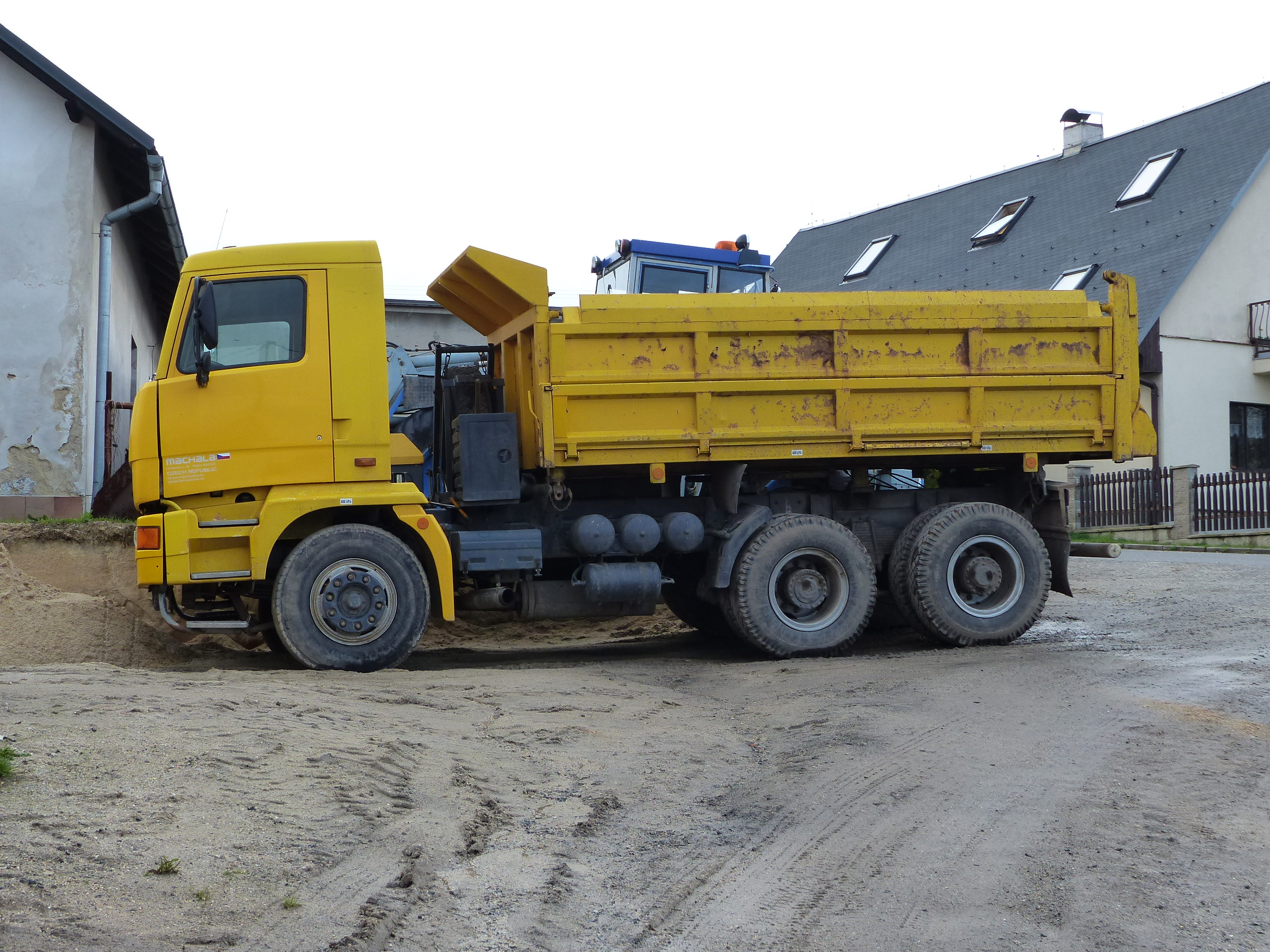
Lastkraftwagen Tedom Fox

Tedom befasst sich mit der Entwicklung, Fertigung, der Montage, der Wartung und dem Betrieb von Blockheizkraftwerken.
Die Tedom-Blockheizkraftwerke werden in verschiedenen Leistungsstufen mit Frequenzen von 50 Hertz  (für den europäischen Markt) oder 60 Hertz (für den amerikanischen Markt) angeboten: Micro (bis 50 kW), Cento (bis 500 kW), Quanto (bis 10 MW). 

### Fahrzeugbau
2004 begann Tedom Niederflurbusse mit Erdgasmotoren zu fertigen. Das notwendige Know-how erwarb die Gesellschaft durch den Lizenzeinkauf vom italienischen Hersteller Mauri. Nach den Gesellschaften Karosa (ab 2007 Iveco Czech Republic) und SOR Libchava wurde Tedom im Jahre 2004 der dritte Bushersteller in Tschechien. Im Zusammenhang mit diesem Geschäftszweig wurde in Třebíč ein neues Werk geschaffen. Statt der ursprünglich tausend geplanten Einheiten wurden lediglich ca. 200 Busse vorwiegend nach Tschechien, in die Slowakei, nach Bulgarien und Deutschland geliefert. Im Januar 2012 beschloss Tedom wegen Auftragsmangel die Einstellung der Produktion.
2006 wurde als Tochtergesellschaft die Tedom Truck s.r.o. gegründet. Diese Gesellschaft schloss an die LKW-Produktion der Firma LIAZ an. Es handelte sich dabei um die Modelle LIAZ 300 und LIAZ 400. Das dazugehörige Know-how wurde mit der Akquisition des Motorenwerks in Jablonec nad Nisou/Gablonz an der Neiße erworben. Die Gesellschaft begann mit dem Vertrieb der Lastkraftfahrzeuge unter der Marke Tedom. Es wurden sowohl LKW mit Dieselmotoren (Tedom-D), als auch mit Gasmotoren (Tedom-G) angeboten. Es wurden jedoch nur 19 LKW ausgeliefert, die Gesellschaft wurde daraufhin 2009 per Gesellschafterbeschluss liquidiert.

### Autobusse
- Tedom Kronos 122
- Tedom Kronos 123
- Tedom C 12
- Tedom C 18
- Tedom L 12

### Lastkraftwagen
- Tedom Fox